# Norichika Iimori
Norichika Iimori (japanisch 飯森 範親 Iimori Norichika; * 17. Mai 1963 in Kamakura) ist ein japanischer Dirigent.

## Leben und Werk
Norichika Iimori wurde 1963 in Kamakura geboren. Er studierte an der Toho Gakuen School of Music in Tokyo bei Seiji Ozawa und Jean Fournet. Neben dem Dirigierstudium belegte er die Fächer Komposition, Musiktheorie und Klarinette. Er schloss diese Studien 1986 ab. Nach weiterer Studien in Berlin wirkte er von 1989 bis 1991 als Assistent von Wolfgang Sawallisch an der Bayerischen Staatsoper in München.
Nach seiner Rückkehr nach Japan übernahm er 1994 die Stelle eines ständigen Dirigenten im Tokyo Symphony Orchestra und leitete 1994 und 1996 die Europatourneen dieses Orchesters. Gleichzeitig leitete er seit 1995 das Opera House Orchestra in Osaka. Als Gastdirigent trat er in dieser Zeit mit vielen deutschen und europäischen Orchestern auf. Von 2001 bis 2007 leitete die Württembergische Philharmonie Reutlingen als Generalmusikdirektor. 2006 leitete die Japan-Tournee dieses Orchesters. Er spielte mehrere Aufnahmen mit diesem Orchester ein, darunter alle Beethoven-Symphonien und die fünfte Symphonie von Gustav Mahler. 2005 gab er sein US-Debüt mit dem Honolulu Symphony Orchestra. Norichika Iimori dirigierte die japanische Erstaufführung von Hans Werner Henzes Oper Upupa.  Im April 2023 wird Norichika Iimori den Chefdirigentenposten des Gunma Symphony Orchestra in Japan übernehmen.